# Kuno Krügel
Kuno Krügel (* 2. August 1910 in Bamberg; † nach 1954) war ein deutscher Fußballspieler und -trainer.

## Karriere
Als Spieler war der gebürtige Bamberger Kuno Krügel zuletzt beim 1. FC Bamberg in der Oberliga Süd aktiv. Dieser Verein war auch die erste Trainerstation Krügels. 1949 wurde er Trainer von Preußen Dellbrück in der Oberliga West. Bereits im Oktober war dieses Engagement beendet und er begann beim 1. FC Kaiserslautern als Trainer zu arbeiten. Dort löste er Fritz Walter ab, der zuvor neben seiner Funktion als Spieler auch die Mannschaft trainiert hatte. Krügel führte den FCK zu dessen vierter Zonenmeisterschaft in Folge. In der Endrunde um die deutsche Meisterschaft schied die Mannschaft allerdings im Viertelfinale gegen den VfB Stuttgart (2:5) aus. Nach der Saison 1949/50 wurde sein Vertrag nicht verlängert. 1950 ging er zu den Stuttgarter Kickers und führte die Mannschaft zum Aufstieg in die Oberliga Süd. Krügel war aber in der folgenden Saison 1951/52 beim Oberliga-Ligakonkurrenten 1. FC Schweinfurt 05 beschäftigt und kehrte 1952 zurück. Er erreichte mit den Kickers den Klassenerhalt. In der Spielzeit 1953/54 betreute er noch einmal den SC Preußen Dellbrück. Dies war seine letzte Station als Trainer bei einem höherklassigen Verein.